# Rudolf Schmuk
Rudolf Schmuk, též Rudolf Schmuck (18. února 1841 Děrné – 10. prosince 1888 Děrné), byl rakouský a český politik německé národnosti ze Slezska, v 2. polovině 19. století poslanec Říšské rady.

## Biografie
Patřil mezi představitele slezských Moravců, tedy lidí slovanského (českého) původu, kteří se ale hlásili k německé kultuře a národnosti. Byl aktivní politicky. Zastával funkci starosty vesnice Děrné u Fulneku.
Od doplňovacích voleb roku 1873 zasedal jako poslanec Slezského zemského sněmu. Mandát obhájil v zemských volbách roku 1878 i zemských volbách roku 1884. Zemským poslancem byl až do své smrti.
Působil taky jako poslanec Říšské rady (celostátního parlamentu Předlitavska), kam usedl ve volbách roku 1879 za kurii venkovských obcí v Slezsku, obvod Opava, Bílovec bez moravských enkláv atd. Ve volebním období 1879–1885 se uvádí jako Rudolf Schmuk, majitel dědičné rychty a starosta, bytem Děrné. Patřil mezi ústavověrné poslance (stoupenec liberální, centralistické a provídeňské Ústavní strany). Ve volbách roku 1885 nekandidoval a dobrovolně tak umožnil, aby v jeho obvodě mandát získal Karl Türk.
Zemřel v prosinci 1888 ve věku 48 let.